# Cwaliny (województwo warmińsko-mazurskie)
Cwaliny (niem. Groß Zwalinnen, 1932–1938 Zwalinnen, 1938–1945 Schwallen) – wieś w Polsce położona w województwie warmińsko-mazurskim, w powiecie piskim, w gminie Biała Piska.
W latach 1975–1998 miejscowość administracyjnie należała do województwa suwalskiego.

## Historia
Wieś powstała w ramach kolonizacji Wielkiej Puszczy. Wcześniej był to obszar Galindii. Wieś ziemiańska, dobra służebne w posiadaniu drobnego rycerstwa (tak zwani wolni, ziemianie w języku staropolskim), z obowiązkiem służby rycerskiej (zbrojnej). Osada prawdopodobnie powstała przed wojną trzynastoletnią (1454-1466). W XV i XVI w. wieś wymieniana w dokumentach pod nazwą Swelin.
Wieś służebna lokowana przez komtura Zygfryda Flacha von Schwartzburga w 1471 r., na 15 łanach na prawie magdeburskim, zakupionych od niejakiego Hińczy (właściciela dóbr we wsi Kaliszki), oraz 7 łanach na prawie magdeburskim, zakupionych od synów Czarnego Jakuba, z obowiązkiem dwóch służb konnych. Przywilej otrzymał Michał Cwalina. Osada już w tym czasie była zagospodarowana i nosiła nazwę Cwaliny. W 1557 funkcjonował we wsi młyn. W XVI wieku wieś była w posiadaniu rodziny Cwalinów, którzy władali także dobrami w Piaskach i Dziadowie.
Cwaliny Duże, Cwaliny Małe